# Rokkō Island
Rokkō Island (jap. 六甲アイランド, Rokkō airando) ist eine 5,95 km² große künstliche Insel in der Bucht von Ōsaka in Japan. Sie bildet die Stadtteile Kōyō-chō-Nishi (向洋町西, „Kōyō-West“), Kōyō-chō-Naka (向洋町中, „Kōyō-Mitte“) und Kōyō-chō-Higashi (向洋町東, „Kōyō-Ost“) im Stadtbezirk Higashinada-ku der Stadt Kōbe in der Präfektur Hyōgo.
Auf Rokkō Island wohnen 14.833 Menschen (Oktober 2005). Nach Port Island ist sie die zweite große Neulandinsel Kōbes und ein wichtiger Teil des Hafens der Stadt, mit der sie über eine kombinierte Straßen- und Schienenbrücke sowie eine Autobahnbrücke verbunden ist.

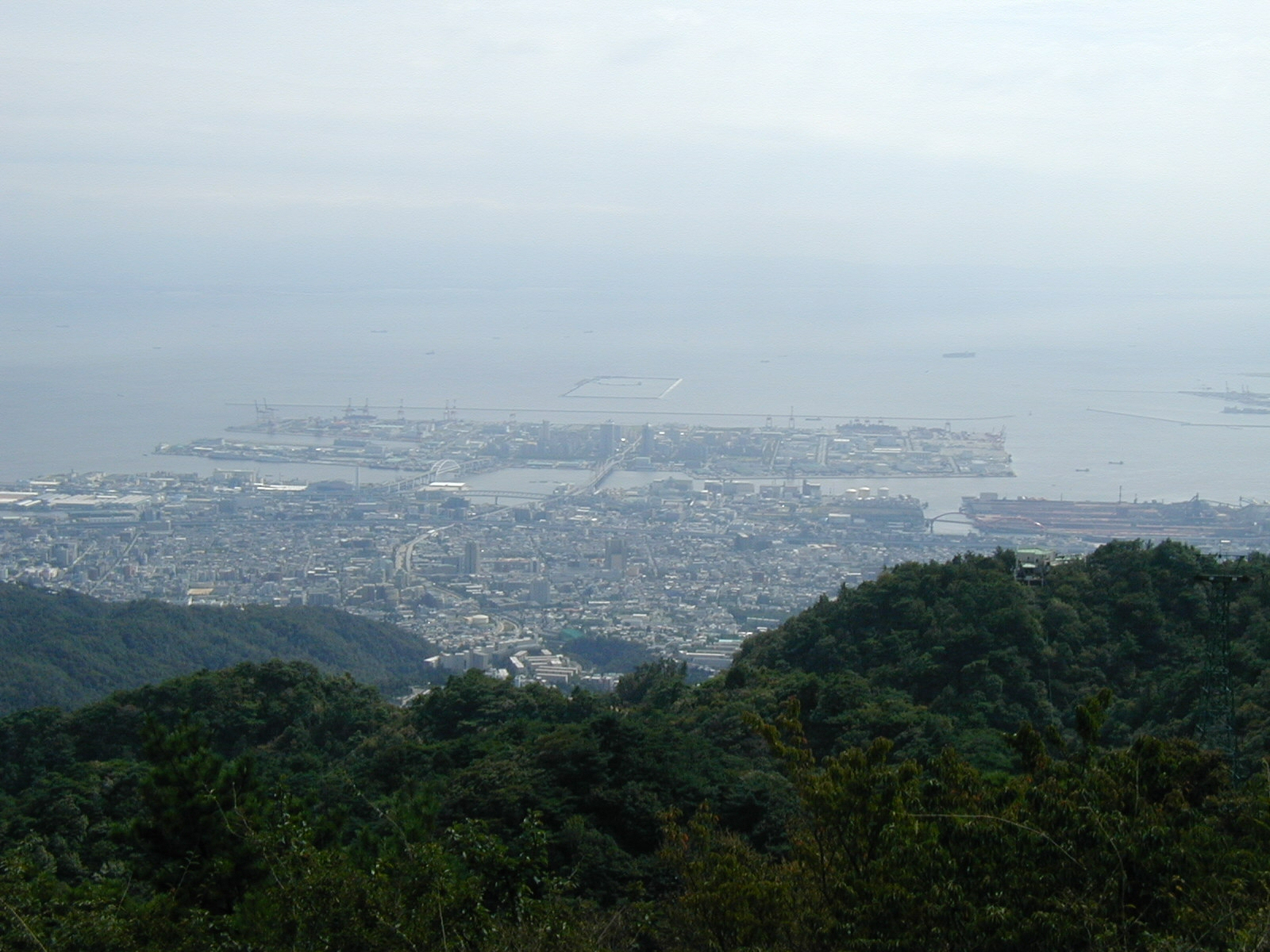
Rokkō Island, vom Berg Rokkō aus gesehen

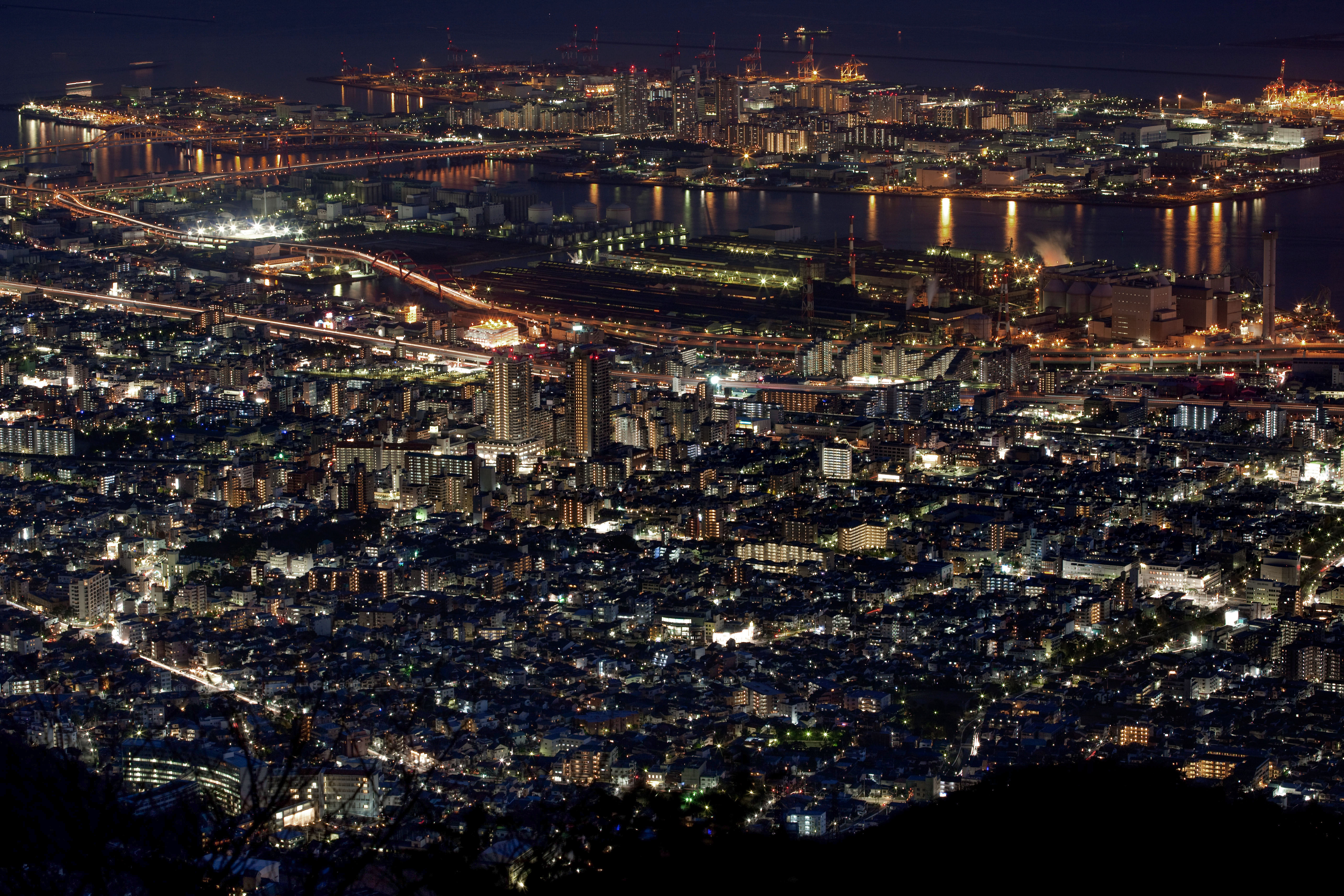
Rokkō Island, vom Berg Rokkō aus bei Nacht gesehen

## Namensgebung
Der Name stammt von Rokkō, dem Hausberg Kōbes, dem die Insel vorgelagert ist. Der Stadtteilname Kōyō bedeutet etwa „dem Ozean zugewandt“ oder auch „dem Westen (Europa) zugewandt“.

## Stadtgebiet
Die Aufschüttungsarbeiten für Rokkō Island begannen 1972, im März 1988 konnten die ersten Bewohner und Geschäftsbetreiber einziehen, 1992 wurde die Insel fertiggestellt.
Der westliche (-nishi) und der östliche (-higashi) Stadtteil bilden mit großräumigen Kaianlagen und Lagern ausschließlich Hafengebiet und wickeln einen Großteil des Containerumschlages des Hafens von Kōbe ab. Diese Stadtteile sind praktisch unbewohnt. Der mittlere Stadtteil ist Geschäfts- und Wohngebiet mit Hoch-, Mehrfamilien- und Einfamilienhaussiedlungen. Rokkō Island City ist ein im Hanshin-Gebiet beliebtes Stadtviertel: Straßen und Fußgängerzone wurden sehr großzügig angelegt und haben ein modernes westliches Flair. Zu dieser Atmosphäre tragen auch der hohe Ausländeranteil durch die Japan-Hauptquartiere von P&G und Nestlé sowie die rund 500 Schüler zählende englischsprachige Schule Canadian Academy bei. In Island Center finden sich zwei Malls, Sport- und Tagungseinrichtungen, ein Informationszentrum von und für Ausländer (Chic), eine ständige internationale Fertighausausstellung,  eine Art Importwaren-Coop, eine Galerie und das städtische Kobe Fashion Museum.
Die Fußgängerzone lädt zum Flanieren bis zum terrassenartigen Park auf der Südseite ein. Dort war bis zum großen Erdbeben von Kōbe 1995 der Schwimmbad-Themenpark Aoia in Betrieb. Seit 2002 steht auf dem Gelände eine kleine Privatuniversität: Die Internationale Universität Kōbe hatte ihren Campus ursprünglich im Stadtbezirk Tarumi-ku.
Nach Jahren des Stillstandes aufgrund stetig sinkender Grundstückspreise begann Ende der 90er Jahre wieder die Bautätigkeit und auf vielen der brachliegenden Straßenzüge entstanden zumeist hochgeschossige Wohngebäude.

## Verkehr
Rokkō Island ist durch den Peoplemover Rokkō Liner seit 1990 mit den Hanshin-Bahnhof Uozaki und dem JR-Bahnhof Sumiyoshi verbunden.
Die Hanshin-Autobahn Nr. 5 (Wangansen) beginnt auf Rokkō Island und knüpft die Insel an das Autobahnnetz an, die Schnellstraße Harbor Highway führt zum Stadtzentrum Sannomiya und zur benachbarten Port Island.
Das Kobe Bay Sheraton ist auch Haltestelle etwa eines Drittels der Flughafenbusse zwischen Kōbe und dem Flughafen Kansai.
In den ausgedehnten Hafenanlagen werden Stückgut, in erster Linie aber Container umgeschlagen.
Nebenbei gibt es auch einen Fährhafenbereich mit Verbindungen nach Shōdoshima auf der gleichnamigen Insel, nach Takamatsu und Niihama auf Shikoku, nach Ōita und Kitakyūshū (Hafen Shinmoji) auf Kyūshū, nach Naha auf Okinawa, sowie nach Shanghai.

## Einrichtungen
- Chic Kōbe (Community House & Information Center)
- Kobe Bay Sheraton Hotel
- Kobe Fashion Museum (seit 1997)
- Städtische Koiso Gedächtnis Galerie Kobe (seit 1992)
- Canadian Academy englischsprachige Grund-, Mittel- und Oberschule mit Kindergarten
- Norwegische Schule (hat 2005 wegen Unrentabilität geschlossen)
- Deutsche Schule Kobe International

## Bodenverflüssigung während eines Erdbebens
In einem rund 20 Sekunden andauernden Erdbeben 1995 trat auf der Insel eine Bodenverflüssigung auf. Durch die Erschütterungen der Erde verlieren dabei in wasserhaltigem Boden die Körner den festen Kontakt untereinander. Der Boden verliert während des Bebens an Scherfestigkeit. Die künstlichen Aufschüttungen, aus denen Rokkō Island besteht, sind feucht und hatten erst wenige Jahre Zeit, sich durch Setzung zu verfestigen. Dadurch konnte das Erdbeben den Boden so weit verflüssigen, dass Häuser bis zu 1 m einsanken.

## Müllverbrennung
Knapp 2 km südlich von Rokkō Island wird in der Bucht von Ōsaka seit 1995 in einem durch Dämme abgegrenzten viereckigen Gebiet unter der Bezeichnung Phoenix der in Müllverbrennungsanlagen verarbeitete Restmüll aus 195 Städten der gesamten Region Kinki deponiert.